# Hansa (1917)

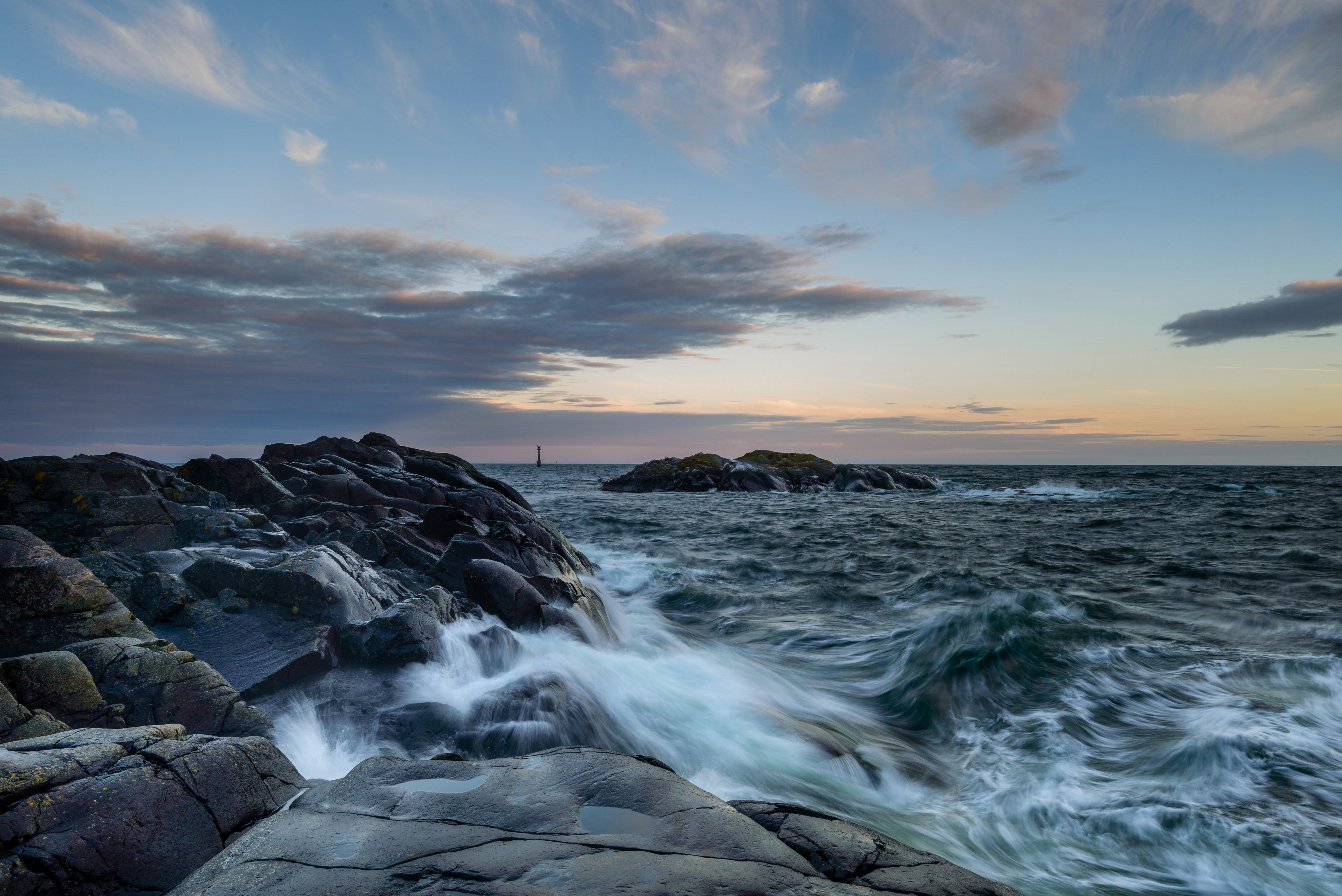
Här i farvattnet utanför Öja förliste den tyska lastångaren Hansa 1917.

Hansa var ett tyskt ångfartyg som fullastad med järnmalm kolliderade den 29 juli 1917 och gick till botten strax utanför Öja söder om Landsort. Fartyget var byggt av stål och hade måtten 68 x 11 meter. 
Olyckan inträffade när hon i nattmörkret var på väg söderut och för säkerhetens skull färdades tillsammans med andra lastfartyg i en konvoj, vilket var vanligt förekommande under krigsåren. När fartyget nästan passerat Öja blev hon på styrbordssidan påseglad av en trålare som också ingick i konvojen. Ett stort hål slogs upp där vattnet forsade in och fyllde fartyget. Den tungt lastade Hansa sjönk snabbt och hamnade på ett djup av 25-30 meter. Besättningen räddades med livbåtar. Vraket som tidigare ansågs relativt väbevarat har nu kollapsat och ligger nedsjunket i sediment . 
Vraket som ligger i viken Bredmar fick sin propeller bortsprängd den 3 oktober 1942, ett blad återstår, enligt Bengt Jansson. Platsen kan nås från stranden och det sönderrostade skrovet är trots sin dåliga kondition ett välbesökt dykmål.